# Eggendorf am Walde
Eggendorf am Walde ist eine Ortschaft und Katastralgemeinde der Marktgemeinde Maissau in Niederösterreich.

## Geographie
Der Ort liegt in einer Talweitung nahe dem Manhartsberg und wird vom Gscheinzbach durchflossen. Durch den Ort verläuft die Retzer Straße.

## Geschichte
Die Geschichte von Eggendorf reicht bis in die Zeit vor 1110 zurück und war auch damals agrarisch geprägt. Neben den Gehöften gibt es im Ort eine Mühle und die Pfarrkirche Eggendorf am Walde.
Jedoch fand der Heimatforscher Josef Höbarth 1930 in einer Sandgrube eine 24 cm große, aus Ton gebrannte Frauenfigur, die aus der Lengyel-Kultur stammt, die zeitlich zwischen 4900 und 4300 v. Chr. einzuordnen ist. Die nach ihrem Fundort Venus von Eggendorf benannte Figur befindet sich heute im Höbarthmuseum in Horn. Das Gebiet, aus dem die Aufsammlungen Höbarths stammen, wurde ab dem Jahr 2019 großflächig geophysikalisch prospektiert. Dabei konnte auf einem neolithischen Siedlungsareal von etwa 20 ha neben einer befestigten Siedlung auch eine dreifache Kreisgrabenanlage der Lengyel-Kultur festgestellt werden.
Laut Adressbuch von Österreich waren im Jahr 1938 in der Ortsgemeinde Eggendorf am Walde ein Fleischer, ein Gastwirt, zwei Gemischtwarenhändler, ein Hafner, ein Schmied, zwei Schuster, eine Stechviehhändler, ein Tischler und zahlreiche Landwirte ansässig. Mit 1. Jänner 1972 erfolgte aus finanziellen und wirtschaftlichen Überlegungen heraus die Gemeindezusammenlegung der ehemaligen Gemeinde Eggendorf am Walde mit der Gemeinde Maissau.

## Öffentliche Einrichtungen
In Eggendorf gibt es einen Kindergarten.